# Obolensk
Obolensk in russo Оболенск?) è una cittadina della Russia europea centrale, situata nell'oblast' di Mosca. Apparteneva amministrativamente al Serpuchovskij rajon.
Sorge nella parte meridionale dell'oblast', sul fiume Serpuchova, 100 chilometri a sud di Mosca.